# Mário Viegas
António Mário Lopes Pereira Viegas (Santarém, 10 de novembro de 1948 — Lisboa, 1 de abril de 1996) foi um actor, encenador e recitador português. 

## Biografia
Mário Viegas é considerado um dos melhores actores da sua geração e um dos maiores recitadores de poesia de Portugal. 
Criado no seio de uma família originária de Santarém, que se dedicava à exploração de farmácias, e de tradição republicana, Mário Viegas despertou para o teatro quando ainda era estudante de história, na Faculdade de Letras de Lisboa. Posteriormente, depois de um período em que viveu no Porto, inscreveu-se na Escola de Teatro do Conservatório Nacional, tendo a sua estreia profissional ocorrido no Teatro Experimental de Cascais, com Carlos Avilez. 
A carreira de Mário Viegas como actor centrou-se no teatro — ao longo da sua vida, fundou três companhias teatrais — a última das quais a Companhia Teatral do Chiado.  Enquanto encenador e/ou diretor artístico, foi responsável pela adaptação e encenação dos grandes clássicos do teatro, de autores tais como Samuel Beckett, Eduardo De Filippo, Anton Tchekov, August Strindberg, Luigi Pirandello ou Peter Shaffer.  O seu último êxito teatral foi a peça Europa Não! Portugal Nunca (1995). 
Paralelamente, Mário Viegas deu-se também a conhecer também pela sua admirável forma de dizer poesia, gravando extensa discografia, em que deu a conhecer ao grande público a obra de alguns dos principais poetas portugueses do século XX, como António Gedeão, Fernando Pessoa, Guerra Junqueiro, Cesário Verde, Camilo Pessanha, Jorge de Sena, Ruy Belo ou Eugénio de Andrade, mas também Luís de Camões, Bertolt Brecht, Pablo Neruda, entre outros.
Na televisão, foi o responsável pela conceção, direção e apresentação dos programas Palavras Ditas (1984) e Palavras Vivas (1991), onde além dos poetas clássicos divulgou junto do grande público autores como Pedro Oom ou Mário-Henrique Leiria. 
No cinema, o percurso de Mário Viegas iniciou-se com a longa-metragem O Funeral do Patrão de Eduardo Geada (1975). Participou em seguida em mais de 15 películas, onde sobressai a colaboração regular com José Fonseca e Costa — Kilas, o Mau da Fita (1981), Sem Sombra de Pecado (1983), A Mulher do Próximo (1988) e Os Cornos de Cronos (1991). Participou ainda em O Rei das Berlengas de Artur Semedo (1978), Azul, Azul de José de Sá Caetano (1986), Repórter X de José Nascimento (1987), A Divina Comédia de Manoel de Oliveira (1991), Rosa Negra de Margarida Gil (1992), e A Firma Pereira de Roberto Faenza (1996), onde contracenou com Marcello Mastroianni. 
Do seu percurso fazem parte também as suas incursões na política. Em 1995, candidatou-se a deputado, como independente, nas listas da União Democrática Popular (UDP). Em 1996, contando também com o apoio da UDP foi candidato à Presidência da República Portuguesa, adotando a palavra de ordem O sonho ao poder, e buscando apoio no meio universitário lisboeta. 
Também foi colunista do Diário Económico, onde escreveu sobre teatro e humor: Publicou uma autobiografia intitulada Auto-Photo Biografia (1995). 
Morreu de SIDA, a 1 de Abril de 1996, no Hospital de Santa Maria. O seu corpo está em campa rasa, no talhão dos artistas do Cemitério dos Prazeres, em Lisboa. 

## Vida pessoal
Em Setembro de 1995, Viegas anunciou a sua homossexualidade numa conferência de imprensa, que aconteceu no contexto da sua candidatura à Presidência da República.

## Prémios e reconhecimento
Pela sua atividade teatral, Mário Viegas foi distinguido diversas vezes pela Casa da Imprensa, pela Associação Portuguesa de Críticos de Teatro e pela Secretaria de Estado da Cultura, que lhe atribuiu o Prémio Garrett (1987).  No estrangeiro, foi premiado no Festival de Teatro de Sitges (1979), com a peça D. João VI de Hélder Costa. 
E no Festival Europeu de Cinema Humorístico da Corunha, ganhou o prémio Melhor Interpretação em 1978, pelo seu papel no filme O Rei das Berlengas de Artur Semedo. 
Recebeu a Medalha de Mérito do Município de Santarém em 1993, que também deu o seu nome ao Forum Cultural da cidade e o homenageou novamente em 2019, com a visita guidada Santarém em Cena. 
Foi condecorado pelo governo português com título de comendador da Ordem do Infante D. Henrique (1994), foi entregue pelo então presidente da República Mário Soares.
O Museu Nacional do Teatro e da Dança dedicou-lhe a exposição Um Rapaz Chamado Mário Viegas, em 2001. 
O Centro Cultural Regional de Santarém, instituíu em 2003, o Prémio Nacional de Poesia Actor Mário Viegas em sua homenagem. 

## Obra

### Gravações áudio
- 1972 - Palavras Ditas, LP Orfeu  [22][23]
- 1975 - O Operário em Construção e 3 Poemas de Brecht, EP Orfeu [24][25]
- 1974 - País de Abril, poemas de Manuel Alegre, LP, Estúdios Polysom, Lisboa, Edição Orfeu [26]
- 1976 - 3 Poemas de Amor, Ódio e Alguma Amargura, Edição Arnaldo Trindade Lda., Orfeu [27]
- 1978 - Pretextos para Dizer..., LP Orfeu  [28]
- 1980 - Humores,  2 LP Orfeu STAT 100 [29]
- 1973 - O Guardador de Rebanhos, Alberto Caeiro - Fernando Pessoa, 2 Vinyl Sassetti [30][31]
- 1990 - Poemas de Bibe: Grande Poesia Portuguesa Escolhida para os Mais Pequenos, com Manuela de Freitas, UPAV [32][33]
- 1993 - No Centenário de Almada Negreiros: Manifesto Anti-Dantas, CD Orfeu  [34]

### Filmografia
Entre os seus filmes encontram-se: 
- 1975, O Funeral do Patrão
- 1977, A Santa Aliança
- 1978, O Rei das Berlengas (D. Lucas Telmo de Midões)
- 1980, Kilas, o Mau da Fita (Rui Tadeu - aliás Kilas)
- 1980, A Culpa (Adriano)
- 1983, Sem Sombra de Pecado (Aspirante Henrique Sousa Andrade)
- 1985, A Boa Pessoa de Setzuan (Telefilme)
- 1986, 2002 Odisseia no Terreiro do Paço (Telefilme)
- 1986, Filmezinhos de Sam (Telefilmes)
- 1986, Azul, Azul (Mário)
- 1987, Repórter X (Sete Línguas)
- 1987, Balada da Praia dos Cães (Voz do Capitão Dantas)
- 1988, A Mulher do Próximo (Henrique)
- 1990, Segno di Fuoco (usurário)
- 1991, O Suicidário (Telefilme)
- 1991, Os Cornos de Cronos (Professor Álvaro)
- 1991, A Divina Comédia (Filósofo)
- 1992, Rosa Negra (Barriga d'Água)
- 1994, Fado Lusitano (Narrador)
- 1995, Afirma Pereira (Editor)
- 1996, O Judeu (D. João VI) (Telefilme)

### Televisão
- 1979, D. João VI (Série televisiva)
- 1984, Palavras Ditas [8]
- 1989, Um Filmezinho de Sam [37]
- 1989, Rua Sésamo (Série televisiva) [38]
- 1991, Palavras Vivas [39]
- 1991, Napoléon et l'Europe (Série televisiva) [40]
- 1992, Contradições (Série televisiva)

### Teatro
- 1973, Oh papá, pobre papá, a mamã pendurou-te no armário e eu estou tão triste, de Arthur Kopit, Casa da Comédia